# Hikawa
Hikawa (氷川町?, Hikawa-chō) è una cittadina giapponese della prefettura di Kumamoto.